# Luan Gabriel
Luan Gabriel (ur. 3 maja 1996 w Roseau) – dominicka lekkoatletka, sprinterka. 
Dwukrotna medalistka CARIFTA Games w biegu na 200 metrów (brąz w 2011 oraz złoto w 2012). W 2012 startowała na mistrzostwach świata juniorów w Barcelonie, na których nie udało jej się awansować do półfinału biegu na 200 metrów. W tym samym roku reprezentowała Dominikę na igrzyskach olimpijskich w Londynie, na których odpadła w eliminacjach biegu na 200 metrów.

## Rekordy życiowe
- Bieg na 200 metrów – 24,09 (Hamilton, 2012)